# Băbăița
Băbăița est une commune du județ de Teleorman en Roumanie.